# Tesoro dell'Oxus

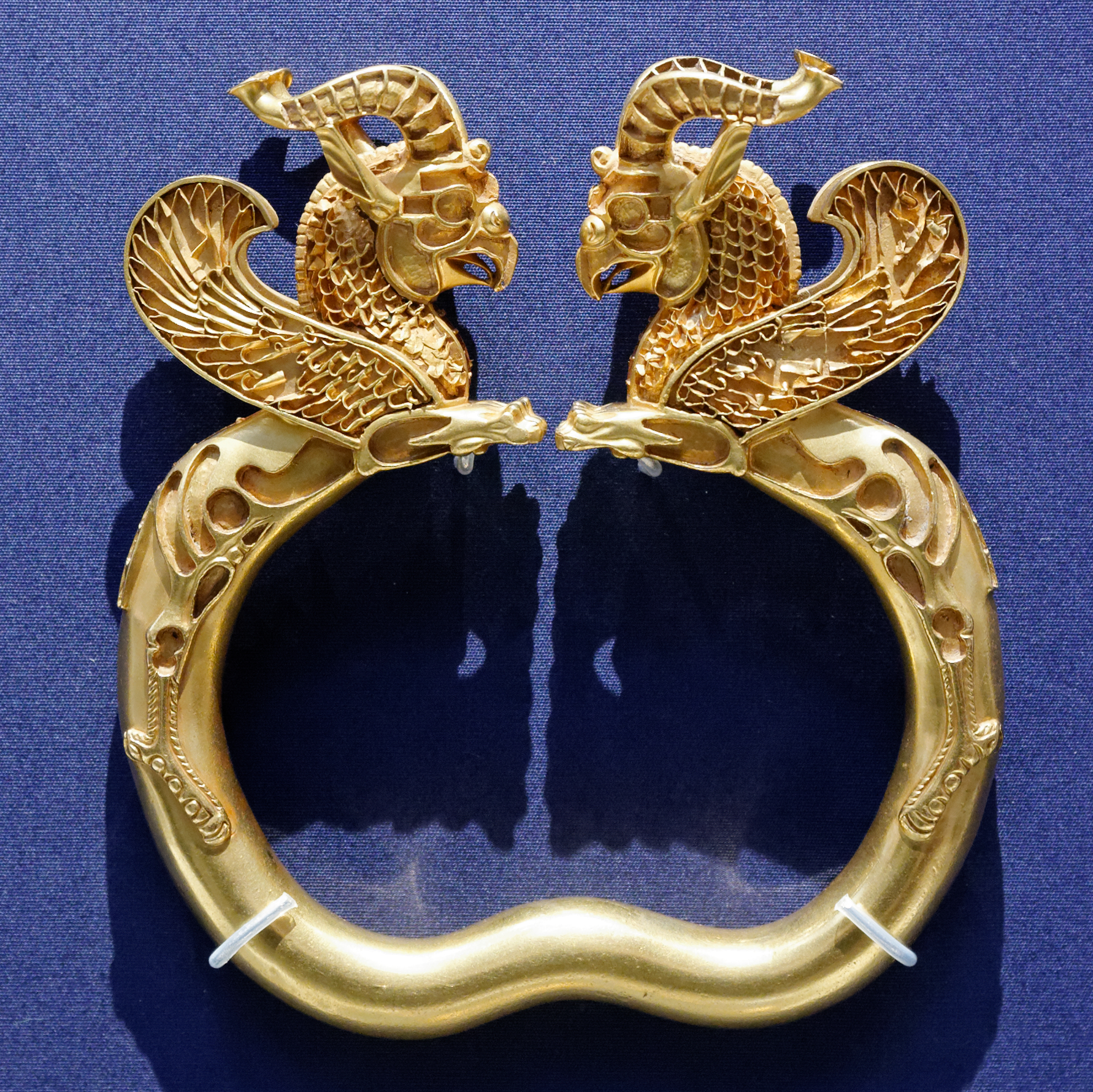
Un esemplare di una coppia di bracciali del Tesoro dell'Oxus, che ha perso i suoi intarsi di pietre preziose o smalti

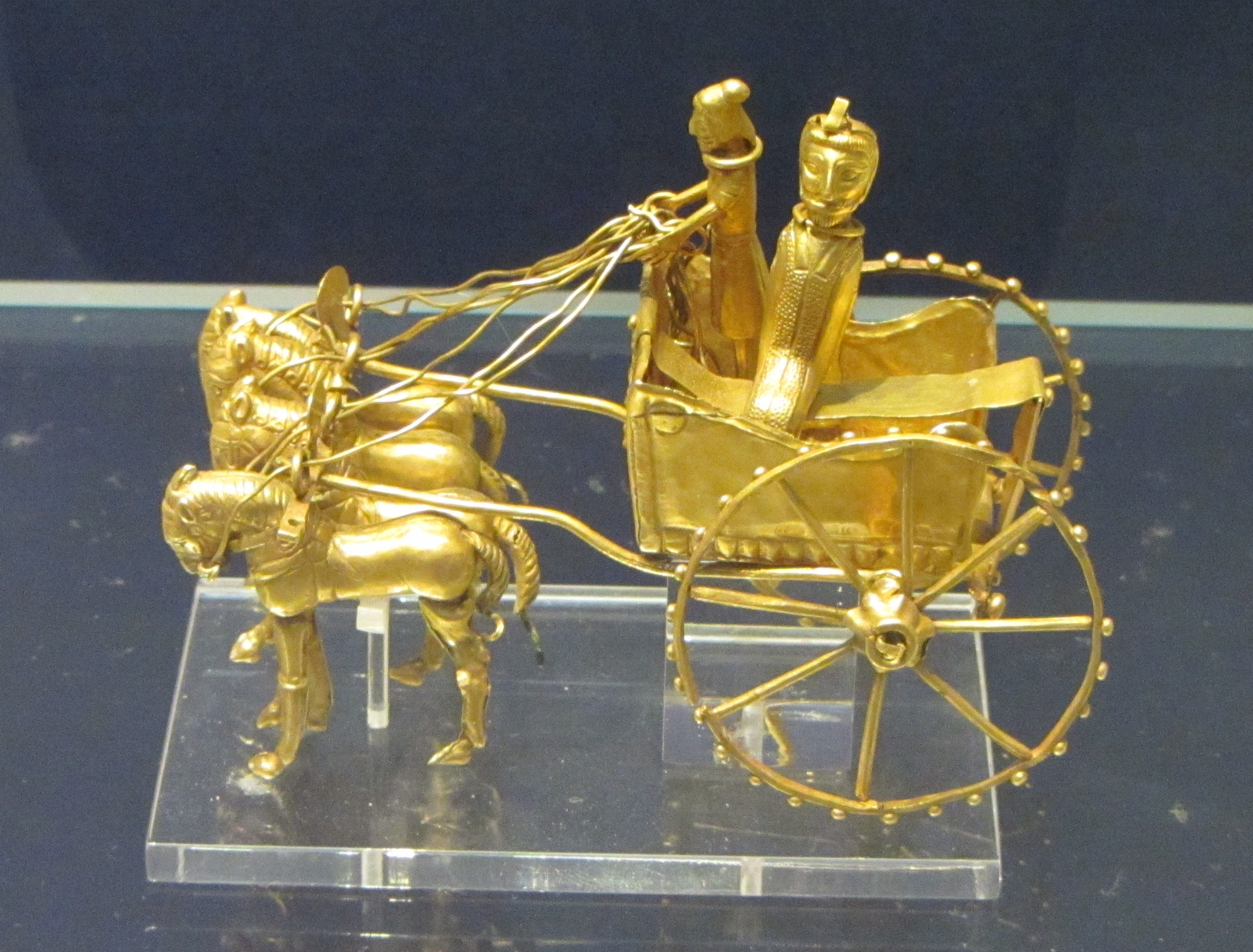
Modello di carro in oro

Il tesoro dell'Oxus (persiano: گنجینه آمودریا) è una collezione di circa 180 pezzi superstiti di oggetti in oro e argento, la maggior parte relativamente piccoli, e circa 200 monete, del periodo persiano achemenide, che furono trovati sulla riva del fiume Oxus intorno al 1877-1880. Il luogo e la data esatti del ritrovamento rimangono poco chiari, ma viene spesso proposto come vicino a Kobadiyan. È probabile che molti altri pezzi del tesoro siano stati fusi per ricavarne lingotti; i primi rapporti suggeriscono che in origine c'erano circa 1500 monete e menzionano tipi di oggetti in metallo che non sono tra i pezzi sopravvissuti. Si ritiene che la lavorazione dei metalli risalga al VI-IV secolo a.C., ma le monete mostrano un intervallo temporale maggiore, con alcune, ritenute appartenenti al tesoro, risalenti al 200 a.C. circa. L'ipotesi più probabile sulla provenienza del tesoro è che fosse appartebuto a un tempio, dove per lungo tempo erano stati depositate offerte votive, ma non si sa come siano finiti sulla riva del fiume.
Nell'insieme, il tesoro è la sopravvivenza più importante di quella che un tempo era un'enorme produzione di lavori achemenidi in metallo prezioso. Presenta una gamma molto ampia di qualità di esecuzione, con le numerose placche votive in oro eseguite per lo più rozzamente, alcune forse dagli stessi donatori, mentre altri oggetti sono di superba qualità, presumibilmente quella attesa dalla corte.
Il British Museum ora ha quasi tutti i pezzi sopravvissuti, con uno dei due braccialetti con la testa di grifone in prestito dal Victoria and Albert Museum, e li espone nella sala 52. Il tesoro è arrivato al museo per strade diverse, con molti oggetti lasciati in eredità alla nazione da Augustus Wollaston Franks. Le monete sono più ampiamente disperse e più difficili da collegare al tesoro. Un gruppo che si ritiene provenga da esso si trova nel Museo dell'Ermitage di San Pietroburgo e altre collezioni ne hanno alcuni esemplari.

## Oggetti

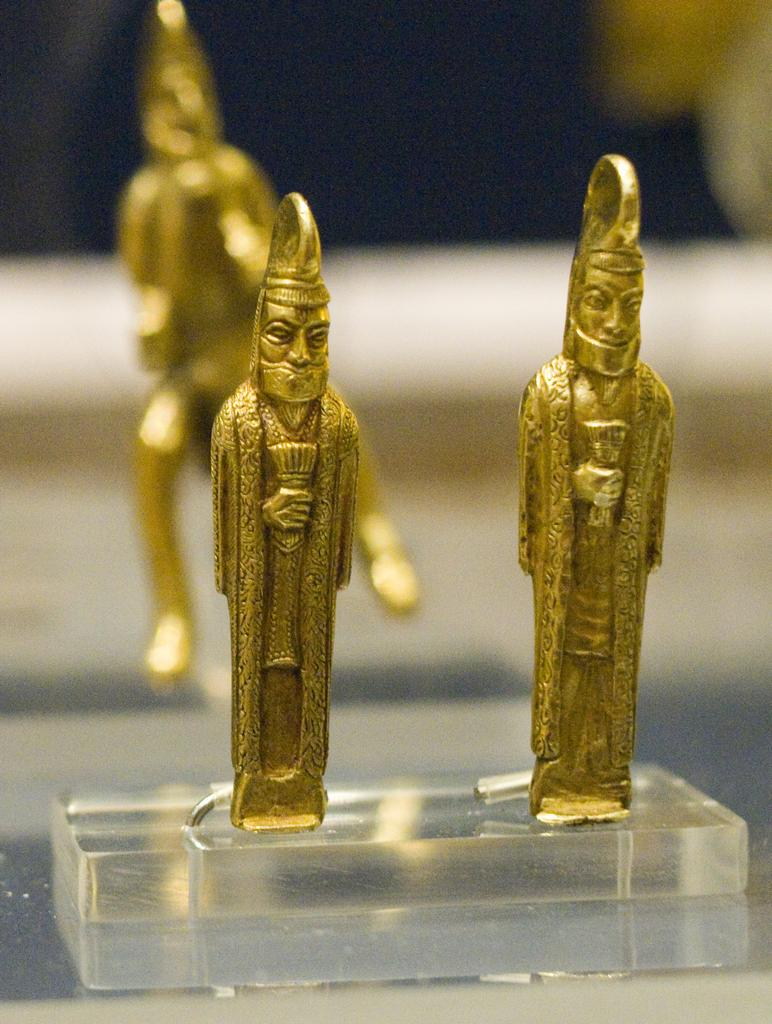
Statuette d'oro che trasportano barsom, con un cavaliere dietro

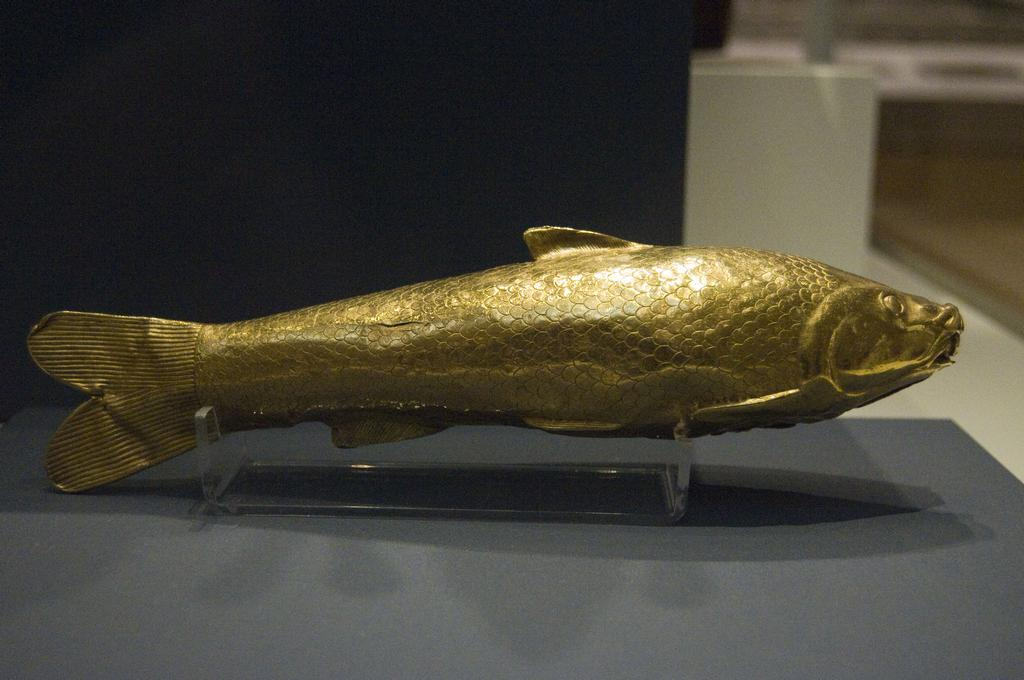
Il pesce d'oro

Lo stile achemenide sorse rapidamente con la rapidissima crescita dell'enorme impero, che inghiottì i centri artistici del Vicino Oriente antico e gran parte del mondo greco, e da questi mescolò influenze e artisti. Sebbene si possano spesso rilevare continue influenze da queste fonti, gli Achemenidi formarono uno stile ben distinto.
I braccialetti con la testa di grifone, appartenenti al tesoro, sono tipici dello stile di corte della Persia achemenide dal V al IV secolo a.C. Braccialetti di forma simile a quelli del tesoro sono visibili sui rilievi di Persepoli mentre vengono portati in tributo al re, e Senofonte scrive che i bracciali (tra le altre cose) erano doni d'onore alla corte persiana. Gli intarsi in vetro, smalto o pietre semipreziose, all'interno delle cavità dei bracciali, sono andati perduti.
Sir John Boardman considera il fodero d'oro, decorato con minuscole figure che mostrano una caccia al leone, come un'opera dei Medi pre-achemenide del 600 a.C. circa, attingendo a stili assiri, anche se altri studiosi non sono d'accordo, e il British Museum continua a datarlo al V o IV secolo a.C.
Gli oggetti superstiti, una proporzione incerta dei reperti originali, possono essere suddivisi in diversi gruppi.

### Sculture
Ci sono un certo numero di piccole figurine, alcune delle quali potrebbero essere state staccate da oggetti più grandi. Le singole figure maschili sembrano mostrare adoratori piuttosto che divinità. La più grande è, nel contempo, la più insolita per l'arte persiana. Mostra un giovane nudo (in argento) in piedi in una posa formale, con un grande cappello conico ricoperto di lamina d'oro. La statuetta mostra un'influenza greca, nella figura e nel fatto di essere nuda, ma non è tipica dell'antica arte greca. Due teste cave d'oro di giovani maschi, di esecuzione piuttosto rozza, appartenevano probabilmente a statue composite con il corpo in legno o altro materiale. Una figura in argento e oro ha un copricapo che suggerisce che potrebbe essere stato un re.
Altri oggetti scultorei includono due modelli di carri in oro, uno incompleto, oltre a figure di un cavallo e di un cavaliere che possono appartenere a questo o ad altri gruppi, così come altri due cavalli ritagliati da lamina d'oro. Le ruote del carro completo avrebbero originariamente girato liberamente e nell'antichità avevano ricevuto almeno una riparazione. Il carro è trainato da quattro cavalli (piuttosto piccoli e con solo nove zampe sopravvissute) e trasporta due figure, un guidatore e un passeggero seduto, entrambi con indosso dei collari. Il carro ha corrimano nella parte posteriore, aperta per facilitare l'ingresso e l'uscita, mentre la parte anteriore, solida, porta il volto del dio nano egiziano Bes. Uno stambecco che salta era probabilmente l'impugnatura di un vaso tipo anfora, e si confronta con le anse mostrate sui vasi di tributo nei rilievi di Persepoli, nonché un esempio ora al Museo del Louvre.

### Gioielli e accessori
I due bracciali con teste di grifone sono di gran lunga i pezzi più spettacolari, nonostante manchino dei loro intarsi in pietra. Ci sono un certo numero di altri braccialetti, alcuni forse torque da collo, molti con terminali a testa di animale, più semplici, che raffigurano variamente capre, stambecchi, pecore, tori, anatre, leoni e creature fantastiche. Molti hanno intarsi, o celle vuote dovute alla eliminazione delle pietre dure contenute; si pensava che questa tecnica fosse stata acquisita dai gioielli dell'antico Egitto (come in alcuni corredi funerari di Tutankhamon), ma ora sono noti esempi assiri. Ci sono anche 12 anelli con castoni piatti incisi per l'uso come sigillo e due sigilli cilindrici in pietra, uno finemente scolpito con una scena di battaglia.
I braccialetti con la testa di grifone erano anche gli oggetti più complessi da fabbricare, essendo fusi in più elementi, quindi lavorati in molte tecniche diverse e saldati insieme. Alcune delle superfici sono molto sottili e mostrano segni di danneggiamento e in un punto sono state riparate con una toppa saldata.
Una "Placca d'oro a forma di leone-grifone, con corpo di stambecco e coda a foglia", con intarsio mancante, ha due rebbi dietro per attaccarla, e potrebbe essere stata un ornamento per un berretto o i capelli o parte di un oggetto più complesso. Le zampe dell'animale sono piegate sotto il corpo in un modo caratteristico degli Sciti delle steppe russe meridionali, un'influenza riscontrata anche in altri pezzi come un anello con un leone.

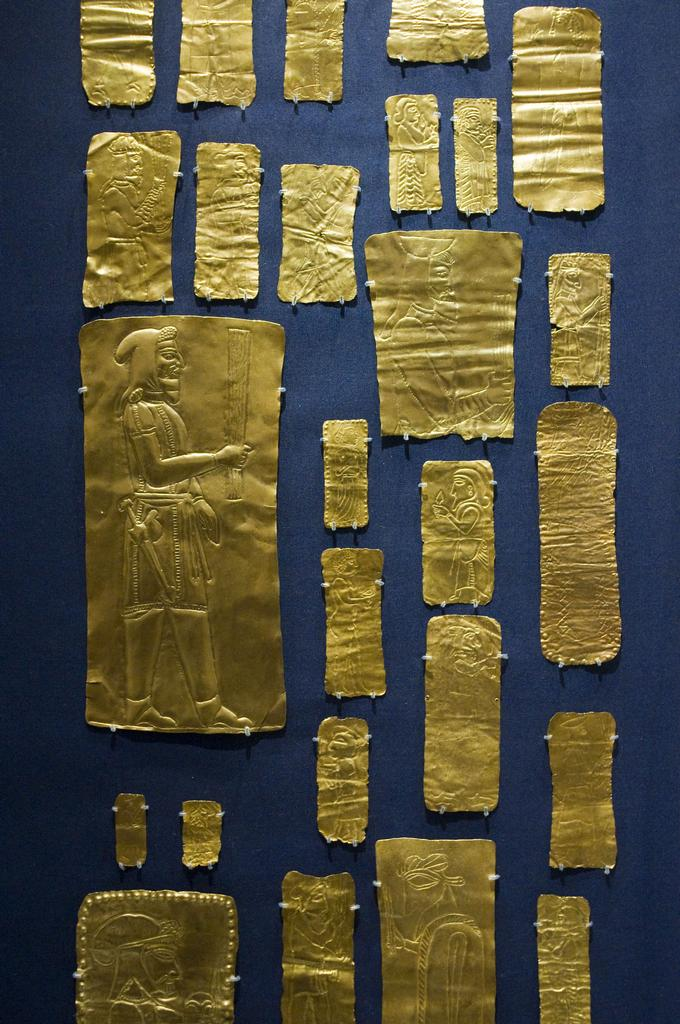
Targhe votive

Si può riconoscere un ornamento stilizzato a testa di uccello, come il fodero finemente decorato di fattura "media", molto simile a quello di un soldato in un rilievo di Persepoli, dove forma la cresta della custodia del suo arco. Questi sembrano essere gli unici oggetti relativi alle armi, anche se altri pezzi potrebbero aver decorato finimenti per cavalli. Un altro gruppo di placche erano probabilmente bratteati destinati ad essere cuciti sui vestiti attraverso i piccoli fori intorno ai bordi. Questi hanno una varietà di motivi, tra cui il volto del dio nano egiziano Bes, i leoni-grifoni, una sfinge e una figura ritagliata che apparentemente mostra un re.

### Targhe votive
Il British Museum ha 51 placche d'oro sottili con disegni incisi, che sono considerate targhe votive lasciate dai devoti in un tempio come offerta alla divinità. Sono per lo più rettangolari con i disegni disposti in verticale e sono alte da 2 a 20 cm. La maggior parte mostra una singola figura umana rivolta a sinistra, molte delle quali portano un mazzo di ramoscelli chiamato barsom usato nelle offerte; le immagini probabilmente rappresentano l'offerente. L'abbigliamento delle figure mostra i tipi noti come "medio" e "persiano" agli storici moderni, e la qualità dell'esecuzione è per lo più relativamente bassa, ma varia notevolmente, con alcuni che sembrano essere stati incisi da dilettanti. In una sono rappresentati tre animali, un cavallo, un asino e un cammello; forse era la loro salute che era l'oggetto dell'offerta. Una grande figura è in bassorilievo all'interno del suo contorno inciso.

### Coppe
Il gruppo londinese comprende ciotole, una brocca d'oro e un'ansa di un vaso o di una brocca a forma di stambecco che salta, che è simile a un'impugnatura achemenide alata presente al Louvre. Non sono stati trovati recipienti per bere, rhyton, ma il British Museum ha altri due esempi achemenidi, uno dei quali termina con una testa di grifone simile a quello dei braccialetti del tesoro. Un pesce d'oro cavo, che sembra rappresentare una specie di carpa trovato nell'Oxus, ha un foro alla bocca e un anello per la sospensione; potrebbe aver contenuto olio o profumo, o essere stato appeso come un esemplare di un gruppo di ciondoli.

### Monete
L'associazione delle monete sopravvissute al tesoro è generalmente meno accettata rispetto agli altri oggetti, e Ormonde Dalton del British Museum, autore della monografia sul tesoro, era riluttante a identificare qualsiasi moneta specifica come parte di esso, mentre Sir Alexander Cunningham non era d'accordo, identificandone circa 200. Lo studioso russo E.V. Zeymal associò 521 monete sopravvissute al tesoro, senza estendere il terminus post quem per la deposizione del tesoro oltre la cifra di Cunningham di circa il 180 a.C. Le monete associate al tesoro includono esempi di varie zecche e periodi achemenidi, ma anche quelle successive alla conquista dell'Impero da parte di Alessandro Magno, con l'ultimo dei regni di Antioco il Grande (r. 223-187 a.C.) ed Eutidemo I di Battriana (r. 235-200 a.C.).

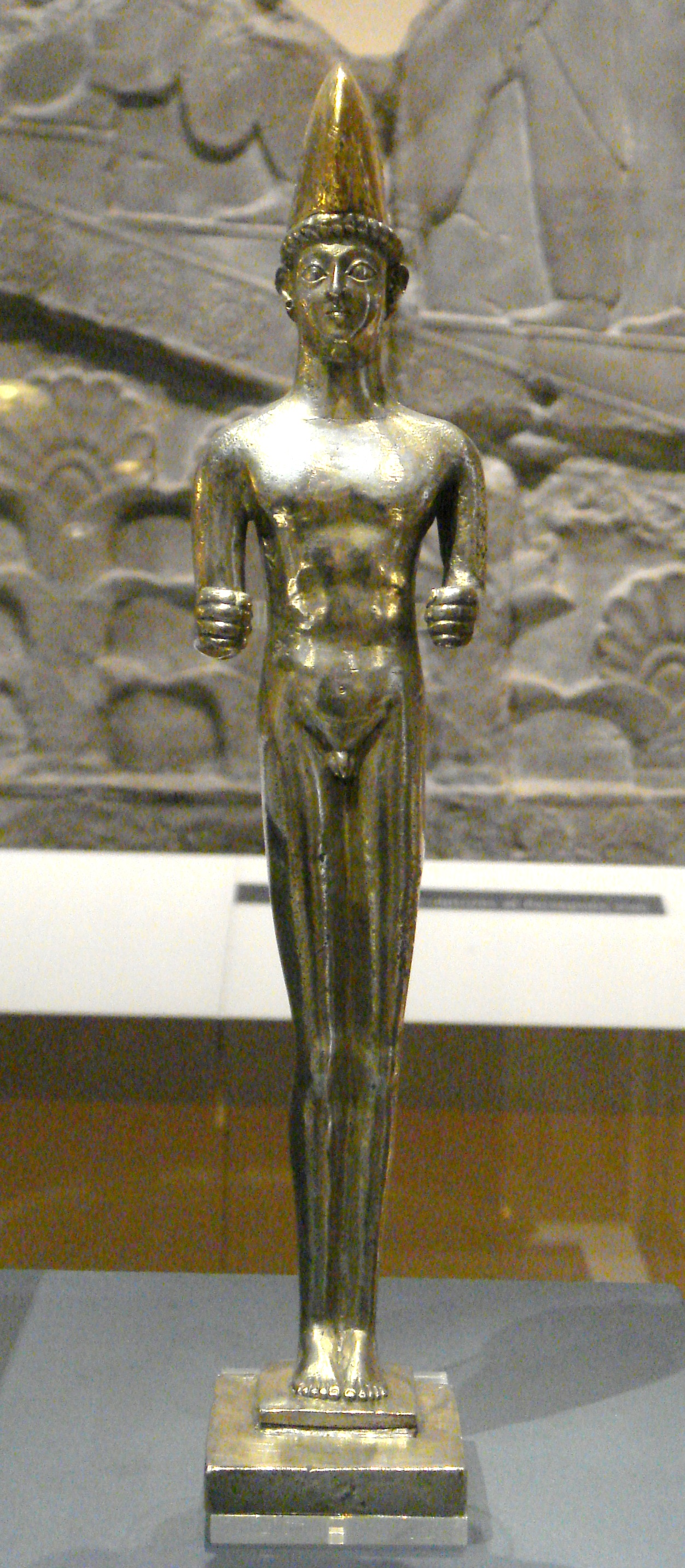
La statuetta del giovane nudo
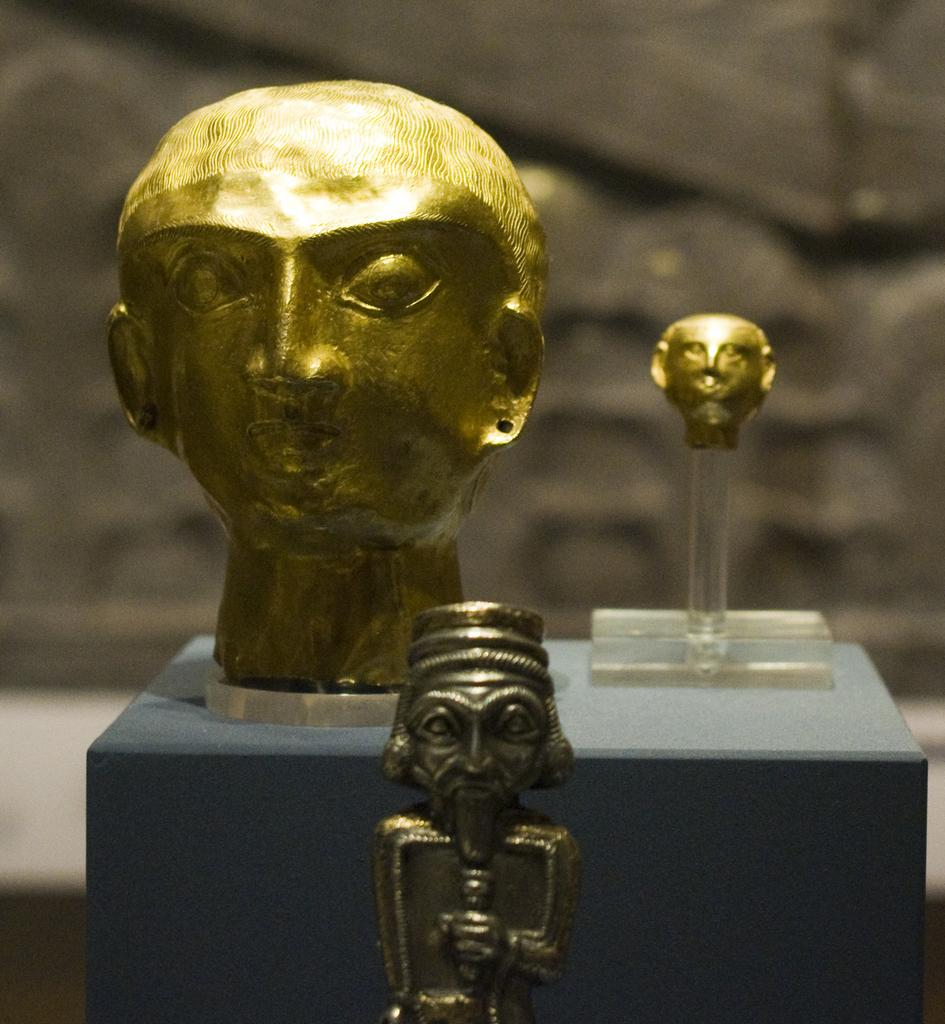
Le due teste cave, con davanti la statuetta forse di un re
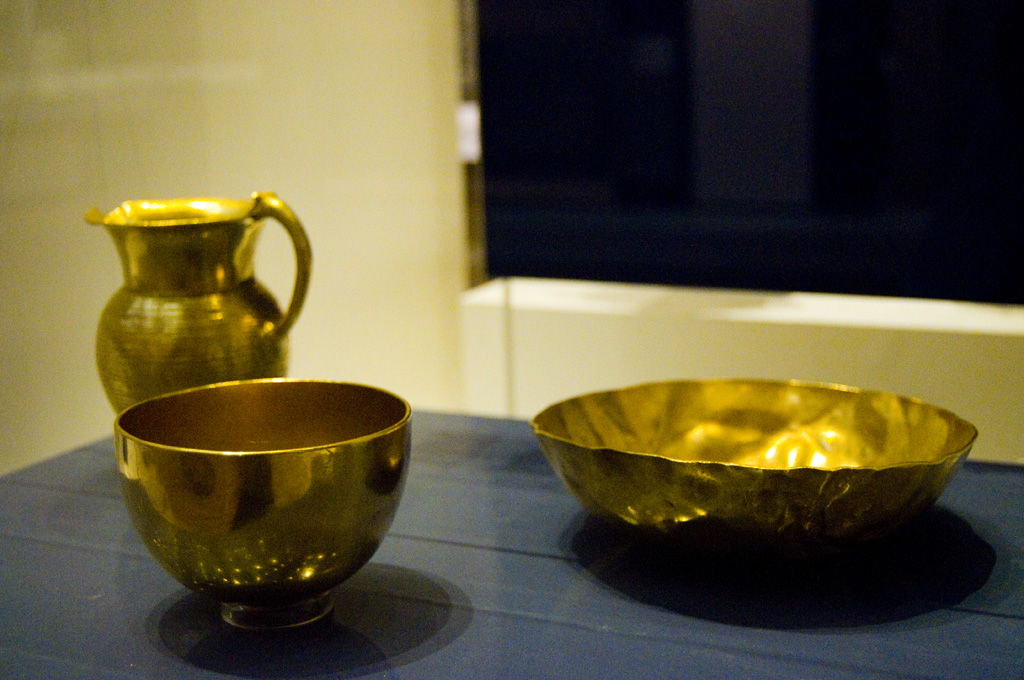
La brocca e due ciotole

## Storia

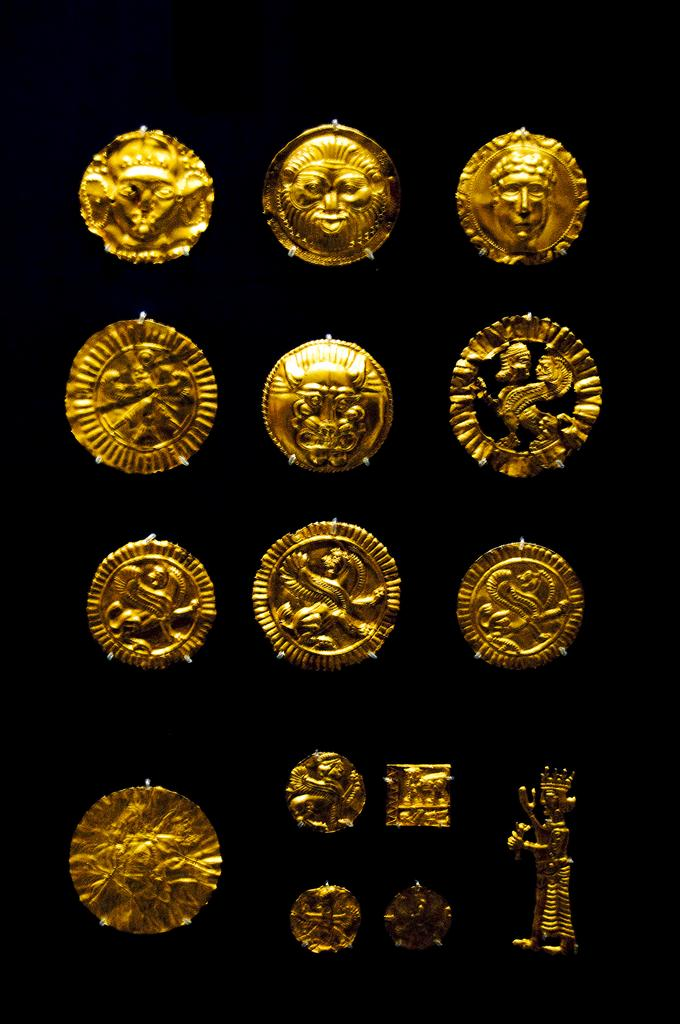
Placche d'oro da attaccare ai vestiti

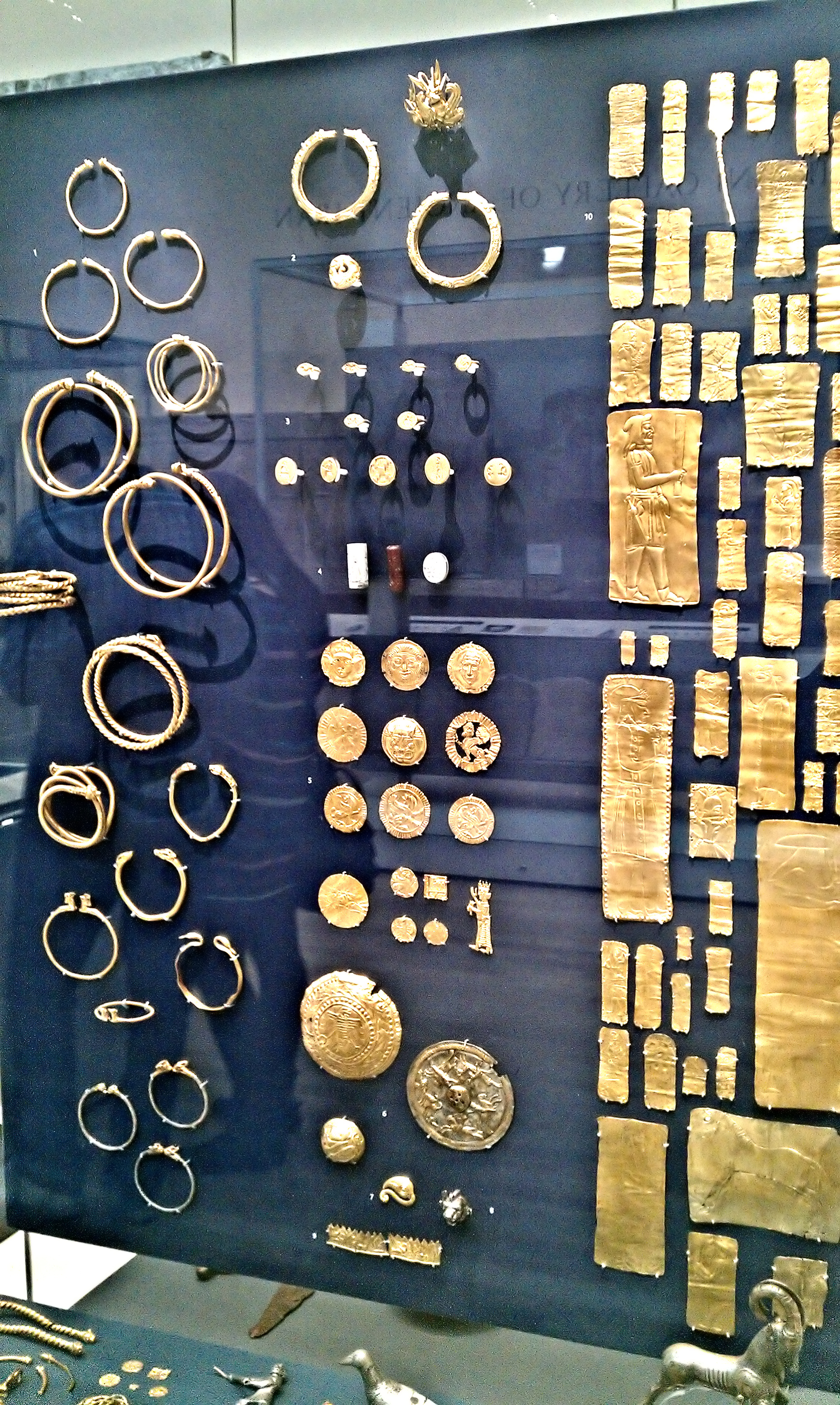
Tesoro dell'Oxus in mostra al British Museum

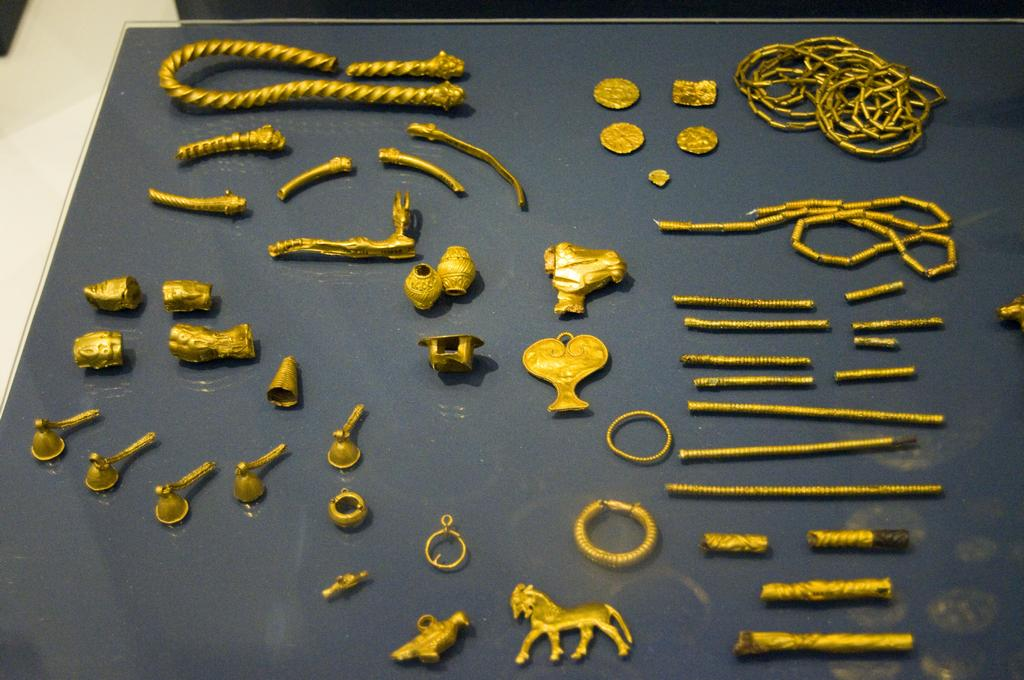
Piccoli oggetti assortiti dal tesoro dell'Oxus

Il tesoro è stato evidentemente scoperto dalla gente del posto da qualche parte sulla riva nord dell'Oxus nell'odierno Tagikistan, ma negli anni '70 dell'Ottocento si trovava nell'Emirato di Bukhara, che era in procinto di essere inghiottito dall'Impero russo. Allora come oggi, la sponda meridionale dell'Oxus era nel territorio dell'Afghanistan. All'epoca in cui ebbe origine il tesoro l'intera area faceva parte dell'impero persiano. L'area approssimativa della scoperta è abbastanza chiara; era vicino, forse a circa 5 km a sud di Takhti-Sangin, dove, nel XX secolo, fu trovato un importante tempio dagli archeologi sovietici, presso il quale vennero alla luce un gran numero di oggetti in metallo, che sembravano essere stati depositati da circa il 300 a.C. fino al III secolo. Mentre si è tentati di collegare il tempio con il tesoro, come hanno proposto alcuni studiosi, la gamma di oggetti trovati e una data di fondazione del tempio, proposta dagli scavatori, intorno al 300 a.C., non corrispondono perfettamente. L'area era un importante antico punto di passaggio dell'Oxus, e il tesoro potrebbe esser giunto da più lontano.
La prima menzione stampata del tesoro fu un articolo su un giornale russo, nel 1880, scritto da un generale russo che nel 1879 si trovava nella zona per ispezionare la ferrovia transcaspica che i russi avevano appena iniziato a costruire. Raccontò che i rapporti locali dicevano che il tesoro era stato trovato tra le rovine di un antico forte chiamato "Takht-i Kuwad", e che era stato venduto ai mercanti indiani. Un rapporto successivo di Sir Alexander Cunningham, il generale e archeologo britannico che fu il primo direttore dell'Indagine archeologica dell'India, descrisse i ritrovamenti, che iniziarono nel 1877, come "sparsi nelle sabbie del fiume", in un luogo esposto nella stagione secca, anche se in un altro resoconto, dato in seguito, confuse la questione. Cunningham acquistò personalmente molti pezzi tramite rivenditori nel nord dell'India (il moderno Pakistan). Un altro resoconto di un generale britannico, che possedeva alcuni oggetti, affermava che erano stati scoperti nel 1876, esposti da "una frana della sponda del fiume". Scavatori speranzosi continuarono a scavare nel sito per anni, e forse gli oggetti continuarono a essere trovati; i resoconti della gente del posto menzionano molti "idoli" d'oro, una tigre d'oro e altri oggetti che non corrispondono ai pezzi sopravvissuti.
Un grande gruppo di oggetti, forse la maggior parte del tesoro, fu acquistato, dalla gente del posto, da tre mercanti di Bukhara nel 1880, che lasciarono imprudentemente il loro convoglio sulla strada a sud, da Kabul a Peshawar, e furono catturati da tribù afgane, che li portarono sulle colline assieme alle loro merci, ma lasciarono scappare un loro servitore. La notizia dell'episodio giunse al capitano Francis Charles Burton, ufficiale politico britannico in Afghanistan, che partì subito con due assistenti. Verso mezzanotte si imbatté nei ladroni, che avevano già cominciato a combattere tra loro, presumibilmente per la divisione del bottino, con quattro di loro a terra feriti. Il tesoro era sparso sul pavimento della grotta in cui si erano rifugiati. Burton recuperò buona parte del tesoro, e poi un'altra parte, che restituì ai mercanti. Questi in segno di gratitudine, gli vendettero il braccialetto poi da lui venduto al Victoria and Albert Museum (ora in prestito al British Museum) per £ 1.000 nel 1884. I mercanti si spostarono poi a Rawalpindi, nell'odierno Pakistan, per vendere il resto del Tesoro; Cunningham acquistò molti di questi pezzi e, tramite rivenditori, anche altri da Franks. I ladri evidentemente consideravano gli oggetti come semplice oro e ne avevano tagliati alcuni più grandi, come un fodero d'oro ora al British Museum. Altri pezzi potrebbero essere stati tagliati nell'antichità o dopo essere stati scoperti nel sito. Franks in seguito acquistò la collezione di Cunningham e lasciò in eredità tutti i suoi oggetti al British Museum alla sua morte nel 1897.
Il modello incompleto di carro e una figura di un cavaliere furono donati al viceré dell'India dell'epoca, Robert Bulwer-Lytton, I conte di Lytton (figlio del romanziere più venduto dell'epoca) da Sir Louis Cavagnari, il rappresentante britannico a Kabul dopo la Seconda guerra anglo-afghana. Cavagnari, la sua missione diplomatica e le loro guardie furono tutti massacrati a Kabul il 3 settembre 1879. Il cavaliere di Lytton fu acquistato dal British Museum nel 1931 e il gruppo di carri nel 1953.

## Contesto religioso
I re achemenidi, almeno dopo Ciro il Grande e Cambise, si descrivono nelle iscrizioni come adoratori di Ahura Mazdā, ma non è chiaro se la loro pratica religiosa includesse lo zoroastrismo. È anche evidente che non era uso dei persiani imporre le credenze religiose reali ai loro sudditi (come ad esempio con gli ebrei, le cui pratiche religiose non furono ostacolate dopo essere stati conquistati). Altri culti persiani erano il culto di Mithra e di Zurvan, e altri culti locali sembrano essere continuati sotto l'impero. Il contesto religioso del tesoro non è chiaro, anche se si pensa che provenga da un tempio.

## Autenticità

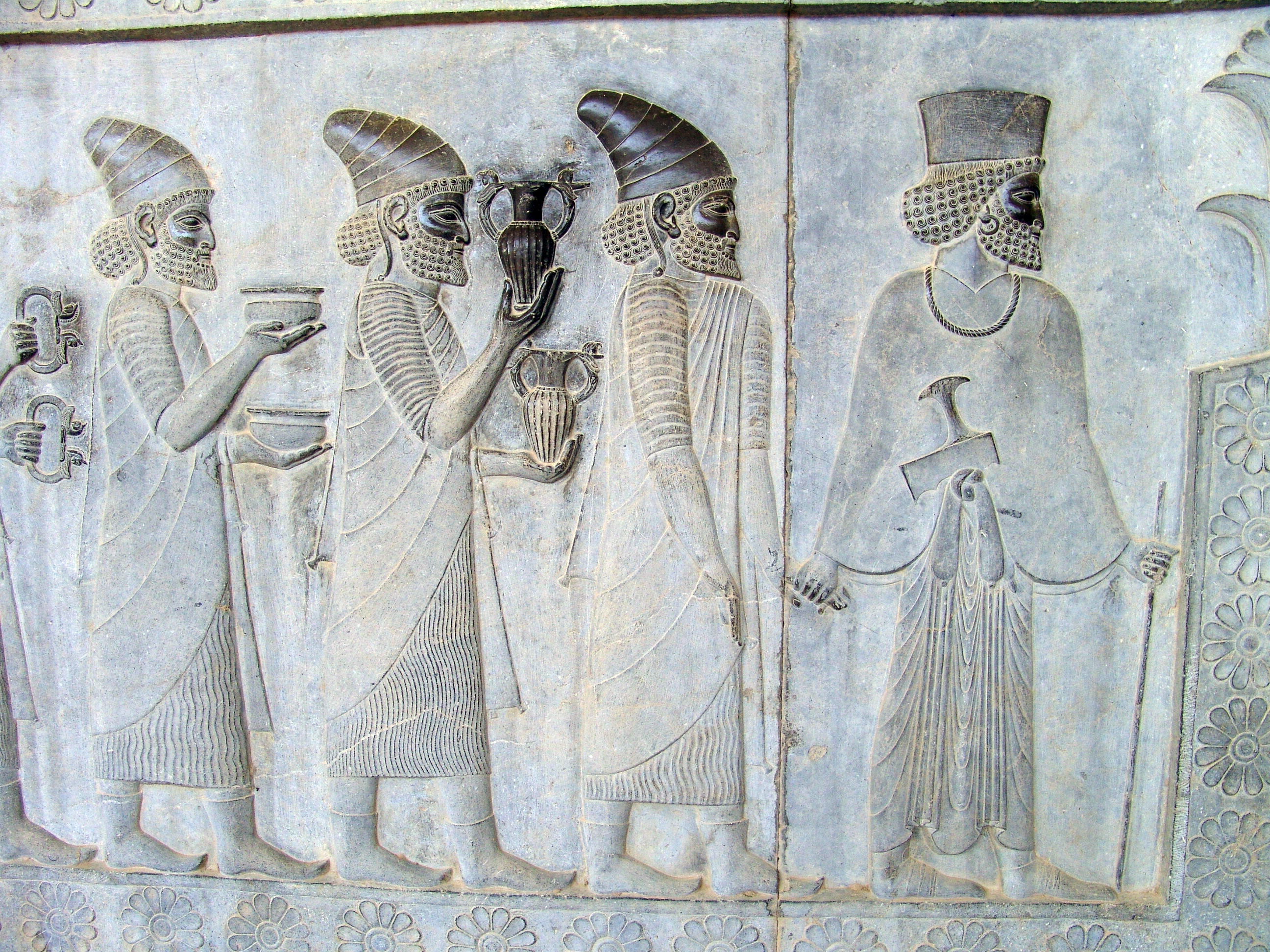
Oggetti comparabili nei rilievi dell'"Apadama" a Persepoli: bracciali, ciotole e anfore con manici di grifone vengono dati in omaggio

Le circostanze della scoperta e del commercio dei pezzi, e la loro varietà di stili e qualità di lavorazione, gettarono qualche dubbio sulla loro autenticità fin dall'inizio e "richiedono un cauto trattamento del Tesoro dell'Oxus, poiché è passato attraverso luoghi di cattiva reputazione e non può essere uscito del tutto indenne", come disse Dalton nel 1905. Infatti, Dalton registra che i commercianti indiani inizialmente fecero copie di oggetti e cercarono di passarli a Franks, che sebbene non ingannato, ne acquistò alcuni "a una piccola percentuale sul valore dell'oro" e poi ricevette gli oggetti autentici, che erano facilmente distinguibili. Un notevole conforto è stato ricevuto dalla somiglianza degli oggetti con i successivi reperti achemenidi, molti scavati in condizioni archeologiche adeguate, cosa che certamente non era stato fatto per il Tesoro dell'Oxus. In particolare, i reperti di gioielleria, tra cui bracciali e collari, trovati in una tomba a Susa da una spedizione francese, dal 1902 in poi (ora al Louvre), sono molto simili ai reperti dell'Oxus.
Poiché si riteneva generalmente che la qualità e lo stile degli oggetti avesse resistito alla prova del tempo, le preoccupazioni sull'antichità della grande maggioranza degli oggetti si sono ridotte nel corso degli anni. La questione è stata ripresa nel 2003 quando l'archeologo Oscar Muscarella, collaboratore del Metropolitan Museum of Art di New York per 40 anni, è stato citato sul The Times, in un racconto di Peter Watson, per aver "etichettato come per lo più falso" il tesoro. Tuttavia è stato attaccato dal direttore del Metropolitan, Philippe de Montebello, il quale affermò che Muscarella, un critico di vecchia data della tolleranza dei musei e persino dell'incoraggiamento del commercio di antichità illegali, era rimasto lì solo a causa delle "esigenze del mandato accademico", ed era stato lui stesso criticato per aver soppresso il dibattito. In un articolo sul Tesoro dell'Oxus, pubblicato nel 2003, Muscarella non si spinge così lontano, ma attacca ferocemente la presunta unità del tesoro e le narrazioni della sua provenienza, ed è scettico sull'autenticità di alcune lapidi votive. In un articolo successivo, John Curtis ha sostenuto che ci sono prove schiaccianti contemporanee che il Tesoro sia stato scoperto sulla riva nord del fiume Oxus, tra il 1877 e il 1880, e sostiene anche che la maggior, parte se non tutti gli oggetti del Tesoro, sono autentici.

## Governo tagiko
Nel 2007, Emomalī Rahmon, presidente del Tagikistan, ha chiesto il rimpatrio del tesoro, nonostante fosse stato recuperato e venduto dalle popolazioni locali e acquisito dai musei nel mercato dell'arte. Tuttavia, nessuna richiesta formale è stata fatta dal governo tagiko, e nel 2013, il British Museum ha donato al governo tagiko "repliche dorate di alta qualità" di pezzi del tesoro dell'Oxus destinate al nuovo Museo nazionale tagiko.